# Mithrodia bradleyi
Mithrodia bradleyi is een zeester uit de familie Mithrodiidae.
De wetenschappelijke naam van de soort werd in 1870 gepubliceerd door Addison Emery Verrill.